# 椅子に座る女性の肖像
『椅子に座る女性の肖像』（いすにすわるじょせいのしょうぞう、英: Portrait of a Woman in a Chair）は、17世紀オランダ黄金時代のハールレムの巨匠フランス・ハルスが1627年、キャンバス上に油彩で制作した肖像画である。対となる結婚肖像画のうちの1点であると見なされるが、モデルの女性は知られておらず、もう1点の男性の肖像画はわかっていない。作品は、1954年にマックス・エプスタイン (Max Epstein、1875–1954年) のコレクションからシカゴ美術館に遺贈された。

## 作品

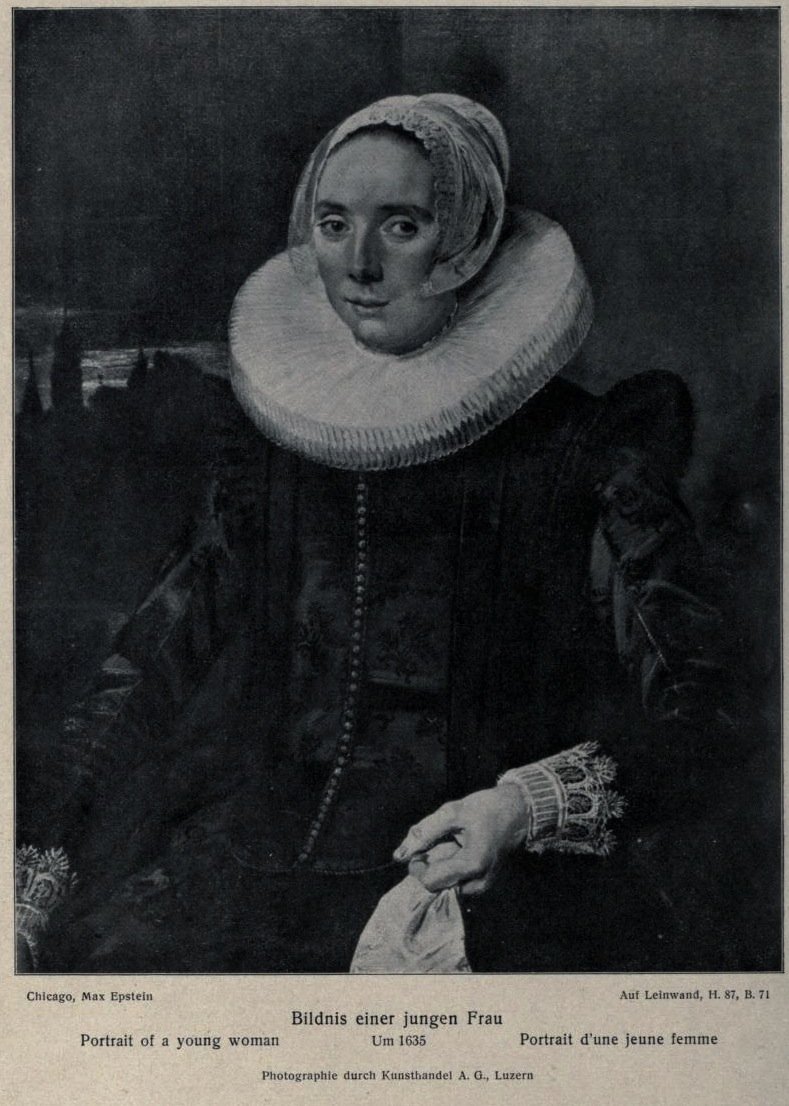
1923年のW.R.ヴァレンタイナーの目録に記載された本作。左手に都市の景観が見える。

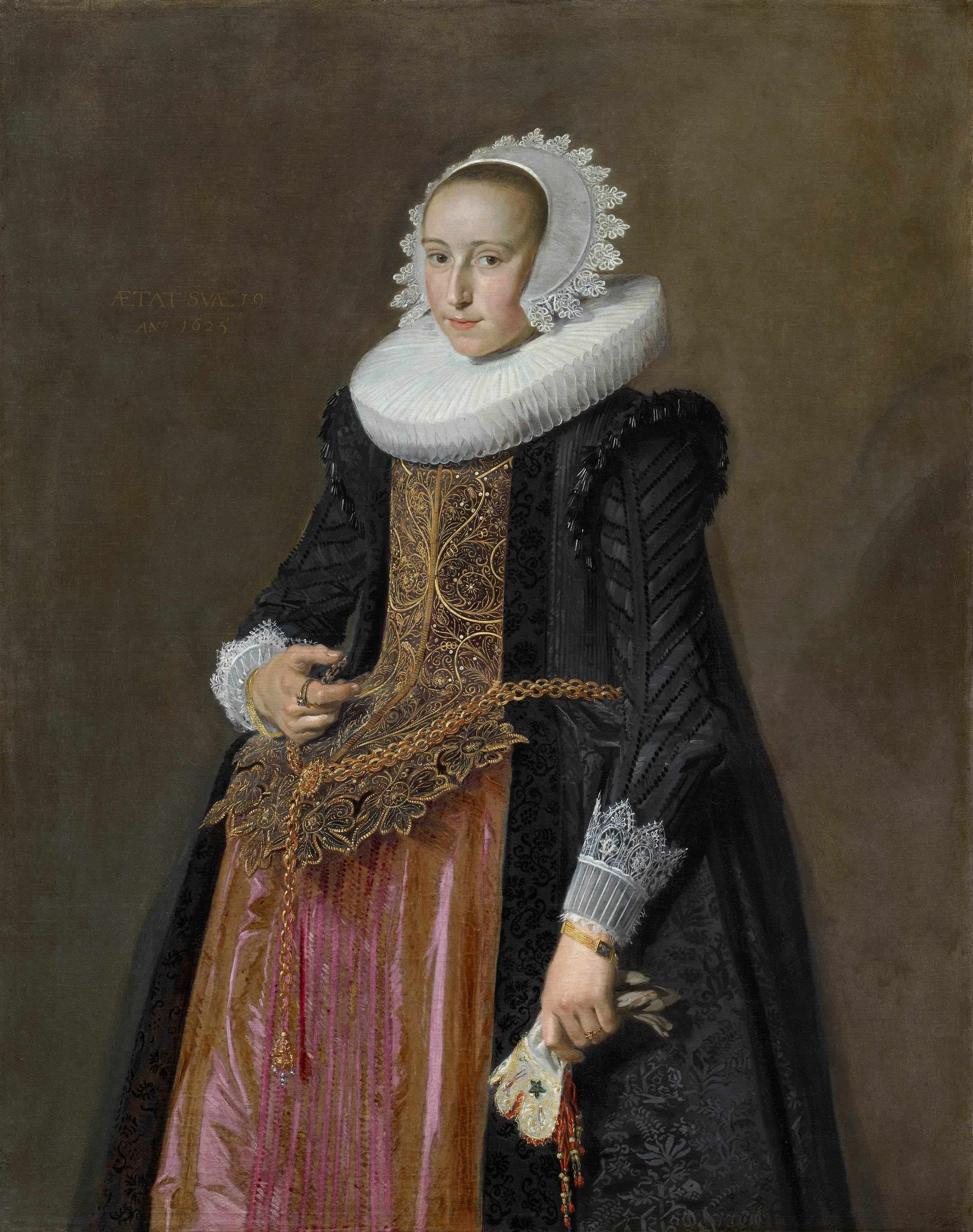
フランス・ハルス『アレッタ・ハーネマンスの肖像』(1625年) マウリッツハイス美術館、デン・ハーグ

本作は、17世紀オランダの画家パウルス・モレールスによって確立された肖像画の様式を採用している。ハルスは、女性のレースの帽子と胴着にハイライトを生み出すために大まかな筆致を用い、モデル生き生きとした姿に描いている。
カチューシャ付き帽子を被り、金のボタン付き暗色の胴着を身に着け、手袋かハンカチを持っている、この若い女性の肖像画は、1923年、W.R.ヴァレンタイナーにより最初に記述された。彼は、シカゴのマックス・エプスタインのコレクションにあると言及し、1635年の制作とした。1974年、シーモア・スライヴは、本作を52番として目録に記載し、作品の洗浄後に画面左手の赤色の風景が除去され、椅子の背もたれと 「aeta suae 33 Ano 1627」という記名が現れたと述べた。そして、結婚時の女性は33歳とし、ヴァレンタイナーの最初の見積もりより7年早い制作であると見なすにいたった。スライヴは、本作がレースのカフスと肌の色調において、『アレッタ・ハーネマンスの肖像』 (マウリッツハイス美術館、デン・ハーグ) と類似点を示していると感じつつも、本作の四辺が切断されていることに着目し、ハルスは女性の手が切断されるようなことを許容しないだろうとの考えにもとづき、自身の制作年に関する結論をしたのである。1989年、クラウス・グリムは再び本作をハルス作とし、目録番号35を与えた。

## ギャラリー

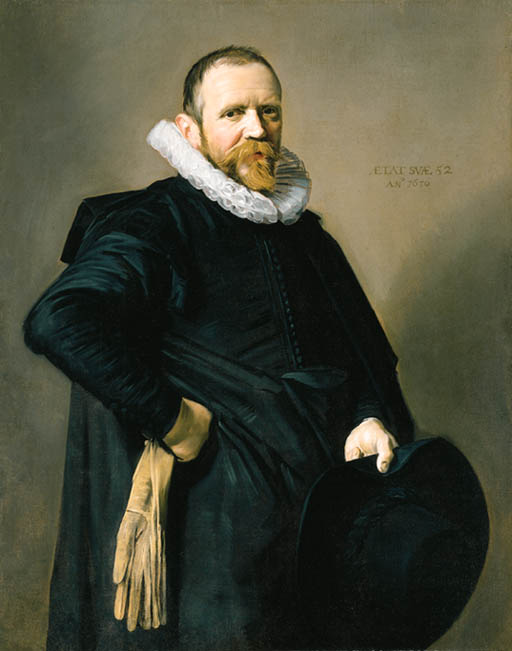
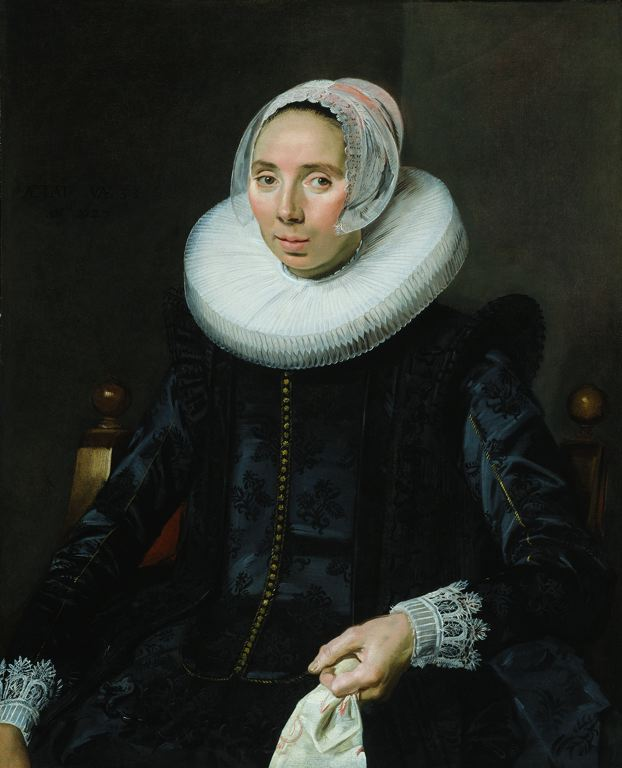

本作の対の結婚肖像画の可能性がある作品 (本作が実際に切断されたものとして)

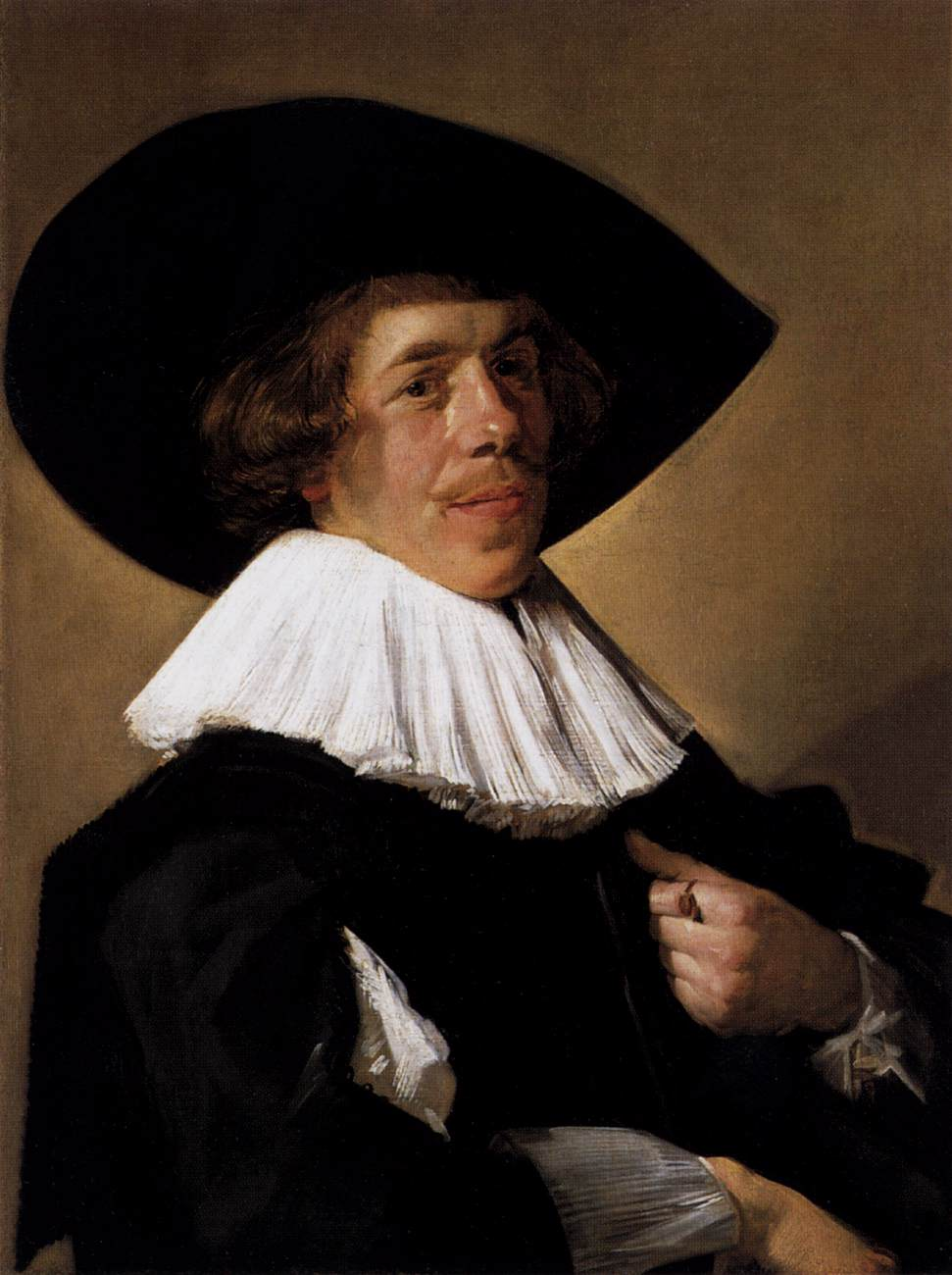
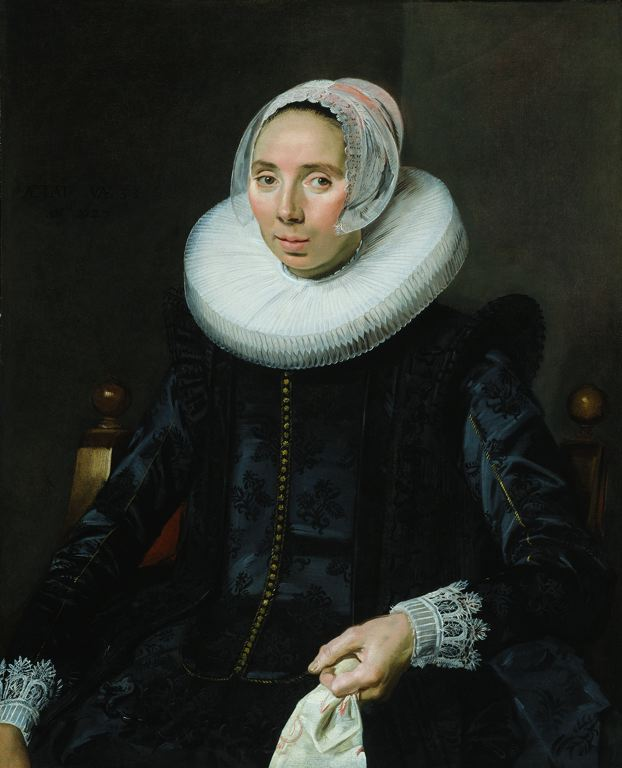

本作の対の結婚肖像画の可能性がある別の作品 (両作とも切断されたものとして)